# Catedral de San Esteban (Owensboro)
La Catedral de San Esteban o simplemente Catedral católica de Owensboro (en inglés: St. Stephen Cathedral) es una catedral católica ubicada en Owensboro, Kentucky, Estados Unidos. Es la sede de la diócesis de Owensboro.
En los primeros años del condado de Daviess los sacerdotes tenían que celebrar la misa en las casas de los colonos. La primera iglesia dedicada a San Esteban en Owensboro fue construida en 1839 y el Rev. John C. Wathen fue nombrado primer pastor de la parroquia. A medida que la ciudad y una parroquia continuaron creciendo se necesitaba una iglesia más grande y por lo tanto una segunda iglesia se construyó en el mismo lugar que la primera en 1856. La iglesia actual fue construida en la calle Locust entre 1924 y 1926. El 9 de diciembre de 1937 el Papa Pío XII estableció la Diócesis de Owensboro. San Esteban fue elegida como la catedral de la nueva diócesis. El primer obispo de Owensboro, Francis Ridgley algodón, fue consagrado en la catedral de San Esteban el 24 de febrero de 1938. 